# Eubodonida
Eubodonida es un grupo de protistas de vida libre que se alimentan de bacterias incluido en la clase Kinetoplastea. Son biflagelados, llevando el flagelo anterior pelos no tubulares, de los que carece el flagelo posterior. Son fagotrofos con un citostoma anterolateral, rodeado por un borde saliente y carente de un puente preoral promiente. La citofaringe corre transversal a la célula. El cinetoplasto es de tipo eucinetoplasto, con círculos de DNA que no forman una red. Se ha descrito un género, Bodo.